# У безодні океану
У безодні океану (англ. The Deep End of the Ocean) — американський драматичний фільм 1999 року режисера Улу Гросбарда. Екранізація однойменного роману Жаклін Мітчард 1996 року.

## Сюжет
1988 рік. У місті Медісоні, штат Вісконсин, проживає сім'я Пета Каппадора та його дружини Бет з трьома дітьми Вінсентом, Беном та Керрі. Та незабаром, у приміському готелі на зустрічі випускників школи, під час святкової метушні, безслідно зникає їх трирічний син Бен. У пошуках бере участь поліція, але, незважаючи на зусилля бригади, якою командувала дуже наполеглива Кенді Блисс, знайти Бена не вдалося. Минають дні, потім місяці, та сім'я не може забути зниклого сина і не втрачає надії на його повернення …

## Ролі виконують
- Мішель Пфайффер — Бет Каппадора
- Тріт Вільямс — Пет Каппадора
- Вупі Голдберг — Кендіс «Кенді» Блисс
- Джонатан Джексон[en] — Вінсент
- Райан Мерріман[en] — Бен
- Алекса Вега — Керрі Каппадора

## Навколо фільму
- Спочатку фільм мав інше закінчення, надто похмуре, яке було погано сприйняте глядачами. І хоч саме так написано в романі, студія зупинила свій вибір на щасливішому закінченні кінострічки.
- Великі зміни в сценарії та повторні зйомки спричинили затримку фільму з запланованого випуску восени 1998 року до весни 1999 року.
- Це останній фільм режисера Улу Гросбарда[en].

## Нагороди
- 2000 Нагорода Молодий Голлівуд:
  - найкращому акторові — Джонатан Джексон[en]
- 2000 Премія Молодий актор:
  - найкращий молодий актор другого плану та актриса у кіно — Райан Мерріман[en]